# Melvin Douglas
Melvin Douglas (* 21. August 1963) ist ein ehemaliger US-amerikanischer Ringer.

## Werdegang
Douglas begann wie die meisten US-amerikanischen Ringer an der High School mit dem Ringen. An der University of Oklahoma, die er anschließend besuchte, setzte er das Ringen fort, wobei er sich auf den freien Stil konzentrierte. 1981 wurde er US-amerikanischer Juniorenmeister im Mittelgewicht. Als Hochschul-Ringer wurde er 1985 und 1986 NCAA (amerik. Hochschul-Sportverband) Division I all American Champion im Mittelgewicht (= US-amerikanischer Studentenmeister). Nach der Universitätszeit schloss er sich zunächst dem Gopher Wrestling Club und 1993 den „Sunkist Kids“, einem der renommiertesten amerikanischen Ringerclubs, an. USA-Meister bei den Senioren wurde er erstmals im Jahr 1988 im Halbschwergewicht.
Seine internationale Ringerlaufbahn startete Melvin erst 1989 bei der Weltmeisterschaft in Martigny/Schweiz. Er belegte dort einen hervorragenden 2. Platz. Im Finale unterlag er dem sowjetischen Sportler Elmadi Dschabrailow knapp mit 3:4 Punkten.
In den nächsten drei Jahren schaffte er gegen seine starken inner-amerikanischen Konkurrenten Kevin Jackson, Royce Alger und Christopher Campbell die Qualifikation für die Teilnahme an weiteren internationalen Meisterschaften nicht. Er ließ sich aber  nicht entmutigen und schaffte 1993, inzwischen 30 Jahre alt, wieder den Sprung in die WM-Mannschaft. In Toronto feierte er dabei den größten Erfolg seiner Ringerlaufbahn, er wurde Weltmeister im Halbschwergewicht. Zwar hatte er den Finalkampf gegen den Iraner Abbas Jadidi knapp verloren, doch dieser wurde wegen eines positiven Dopingtests disqualifiziert und Douglas zum Weltmeister erklärt.
1994 konnte er seinen WM-Titel zwar nicht verteidigen, gewann aber immerhin eine Bronzemedaille durch einen Sieg über den Tschechen Josef Lohyna. Diesen Erfolg wiederholte er bei der Weltmeisterschaft 1995 in Atlanta.
Bei den Olympischen Spielen 1996 in Atlanta kam er auf keinen Medaillenrang. Auch in den folgenden Jahren, er war noch bis zum Jahr 2000 aktiv, erreichte er keinen Medaillenplatz mehr. Bei den Olympischen Spielen 2000 in Sydney, für die er sich trotz seiner 37 Jahre noch zu qualifizieren vermochte, verlor er seinen ersten Kampf gegen den neuen russischen Star Sagid Murtazaliew mit 1:3 Punkten und verlor auch seinen 2. Kampf gegen Wadym Tassoew aus der Ukraine mit 1:5 Punkten. Der 18. Platz war für ihn sicher enttäuschend.
Nach den Olympischen Spielen 2000 beendete er seine Ringerkarriere.
Die Ergebnisse der Meisterschaften und einiger anderer Turniere, an denen er teilnahm, sind aus dem folgenden Abschnitten zu ersehen.

## Internationale Erfolge
(OS = Olympische Spiele, WM = Weltmeisterschaft, F = Freistil, Mi = Mittelgewicht, Hs = Halbschwergewicht, bis 1996 bis 90 kg, ab 1997 bis 97 kg Körpergewicht)
- 1989, 2. Platz, WM in Martigny/Schweiz, F, Mi, hinter Elmadi Dschabrailow, UdSSR und vor Alcide Legrand, Frankreich, Necmi Gençalp, Türkei, Josef Lohyna,  CSSR und Greg Edgelow, Kanada;
- 1990, 3. Platz, World-Cup-Turnier in Toledo/USA, F, Mi, hinter Yuri Vorobiev, UdSSR und Gencalp und vor Orlando Hernandez, Kuba und Chris Rinke, Kanada;
- 1993, 1. Platz, WM in Toledo/USA, F, Hs, vor Eldari Luka Kurtanidze, Georgien, Maharbeg Kadarzew, Russland und Arawat Sabejew, Deutschland;
- 1994, 1. Platz, World-Cup-Turnier in Edmonton, F, Hs, vor Vitali Gizojew, Russland, Rasoul Khadem, Iran und Ahmet Doğu, Türkei;
- 1994, 3. Platz, WM in Istanbul, F, Hs, hinter Khadem und Kadarzew und vor Lohyna, Dschambulat Tedejew, Ukraine und Bajanmönchiin Gantogtoch, Mongolei;
- 1995, 1. Platz, Pan American Games in Mar del Plata, F, Hs, vor Evelino de Jesus Suarez, Venezuela und Miguel Molina Dominguez, Kuba;
- 1995, 3. Platz, WM in Atlanta, F, Hs, hinter Khadem und Kadarzew und vor Gantogtoch, Tatsui Kawai, Japan und Lohyna;
- 1996, 7. Platz, OS in Atlanta, F, Hs, hinter Khadem, Kadarzew, Kurtanidze, Lohyna, Tedejew und Victor Koddei, Nigeria;
- 1997, 9. Platz, WM in Krasnojarsk, F, Hs, Sieger: Kuramagomed Kuramagomedow, Russland vor Dogu und Kurtanidze;
- 1998, 2. Platz, Goodwill-Games, F, Hs, hinter Kadarzew und vor Soslan Frajew, Russland und Kurtanidze;
- 1998, 5. Platz, WM in Teheran, F, Hs, hinter Abbas Jadidi, Iran, Marek Garmulewicz, Polen, Kuramagomedow und Wadym Tassoew, Ukraine und vor Kurtanidze und Heiko Balz, Deutschland;
- 2000, 1. Platz, Olympia-Qualif.-Turnier in Mexiko-Stadt, F, Hs, vor Rolf Scherrer, Schweiz, Islam Bajramukow, Kasachstan, Georgi Torchinawa, Niederlande und Otto Aubeli, Ungarn;
- 2000, 18. Platz, OS in Sydney, F, Hs, Sieger: Sagid Murtazaliew, Russland vor Bajramukow und Kurtanidze

## USA-Meisterschaften
Melvin Douglas wurde 1988, 1993, 1994, 1995 und 1996 USA-Meister im Halbschwergewicht und 1997 und 1998 USA-Meister im Schwergewicht.